# Häfelfingen
Häfelfingen (schweizerdeutsch: Häfelfinge) ist eine politische Gemeinde im Bezirk Sissach des Kantons Basel-Landschaft in der Schweiz.

## Geographie

Historisches Luftbild aus 3000 m von Walter Mittelholzer von 1920

Das Dorf liegt am Nordwestabhang des zum Jura gehörenden Wisenbergs, dessen Gipfel mit einer Höhe von 1002 m ü. M. der höchste Punkt der Gemeinde ist. Durch das Dorf fliesst der Eimattbach, ein Zuflüsschen des Homburgerbachs, der seinerseits in die Ergolz mündet.
Die Gemeinde Häfelfingen grenzt im Norden an Rümlingen, im Nordosten an Rünenberg, im Osten an Zeglingen, im Süden an Wisen (SO), im Südwesten an Läufelfingen und im Westen an Buckten.

## Geschichte
Erstmals urkundlich erwähnt wurde Häfelfingen im Jahr 1358 als Hevelingenwas auf eine frühmittelalterliche Sippensiedlung hinweist. Das Dorf gehörte ursprünglich den Grafen von Frohburg und war später Teil der Herrschaft Homburg. 1305 erwarb der Bischof und 1400 die Stadt Basel diese Herrschaft und mit ihr das Dorf. Im Jahr 1798 kam Häfelfingen zum Distrikt Gelterkinden und im Jahr 1814 zum Bezirk Sissach.

## Wappen
Das Dorfwappen entstand 1946 in volksetymologischer Anlehnung an den Dorfnamen (Hafen «Topf»). Es zeigt in goldenem Feld unter schwarzem Querstreifen einen schwarzen dreibeinigen Topf. Die Farben Gelb-Schwarz leiten sich von der Herrschaft des Amtes Homburg ab.

## Verkehr
Das Dorf ist durch Nebenstrassen mit Rümlingen, Buckten und Läufelfingen und deren Bahnstationen an der alten Hauensteinlinie verbunden. Während der Schulzeiten verkehrt ein Bus der Baselland Transport AG zwischen Häfelfingen und Rümlingen.

## Sehenswürdigkeiten
- Aussichtsturm auf dem Wisenberg

## Heilbad
Das im Weiler Ramsach gelegene Mineralheilbad mit dem Kurhotel «Bad Ramsach» gilt als ein anerkanntes Schweizer Heilbad.

## Bilder

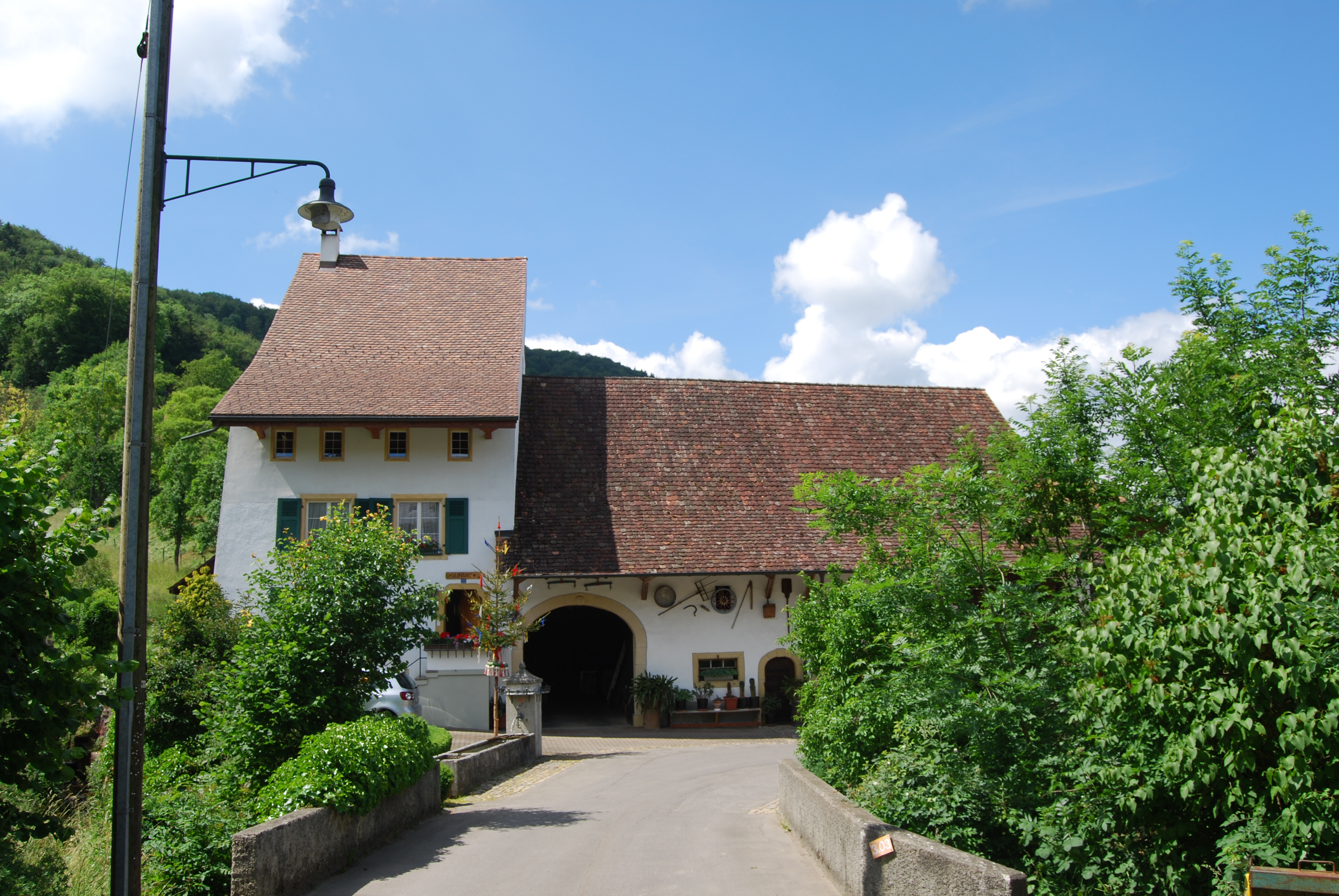
Traditionelles Bauernhaus im Dorfzentrum
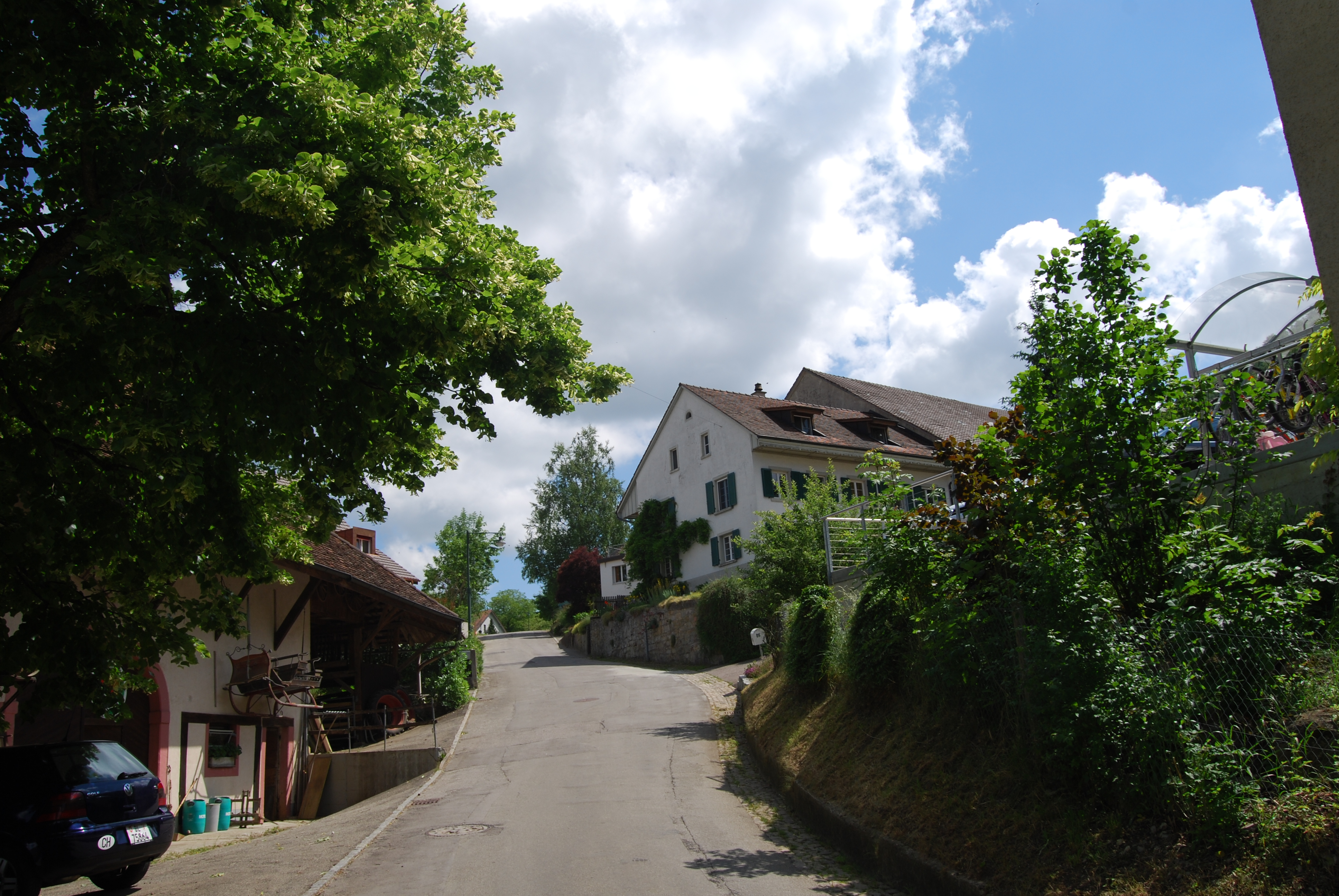
Dorfstrasse
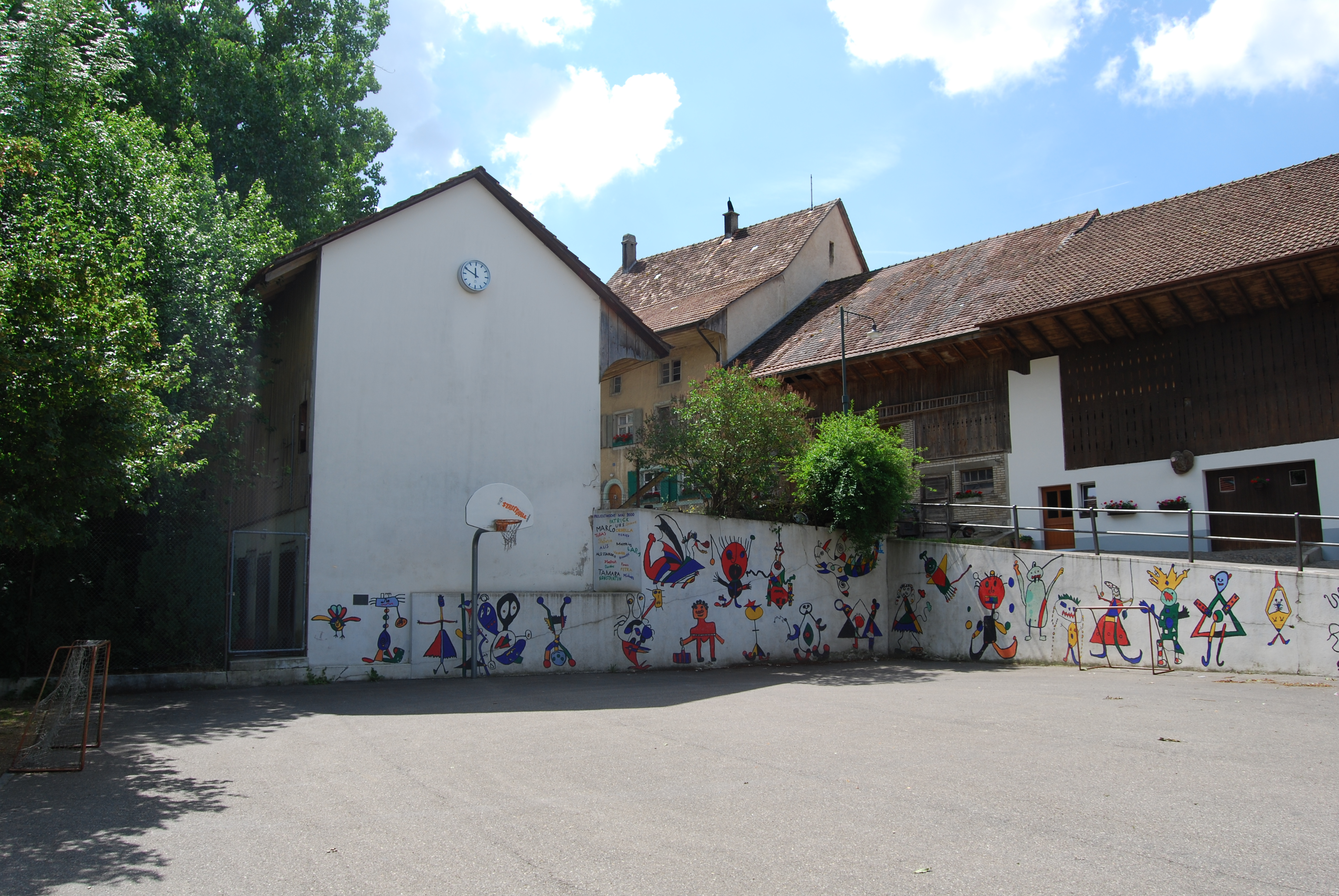
Schulhaus- und Dorfplatz
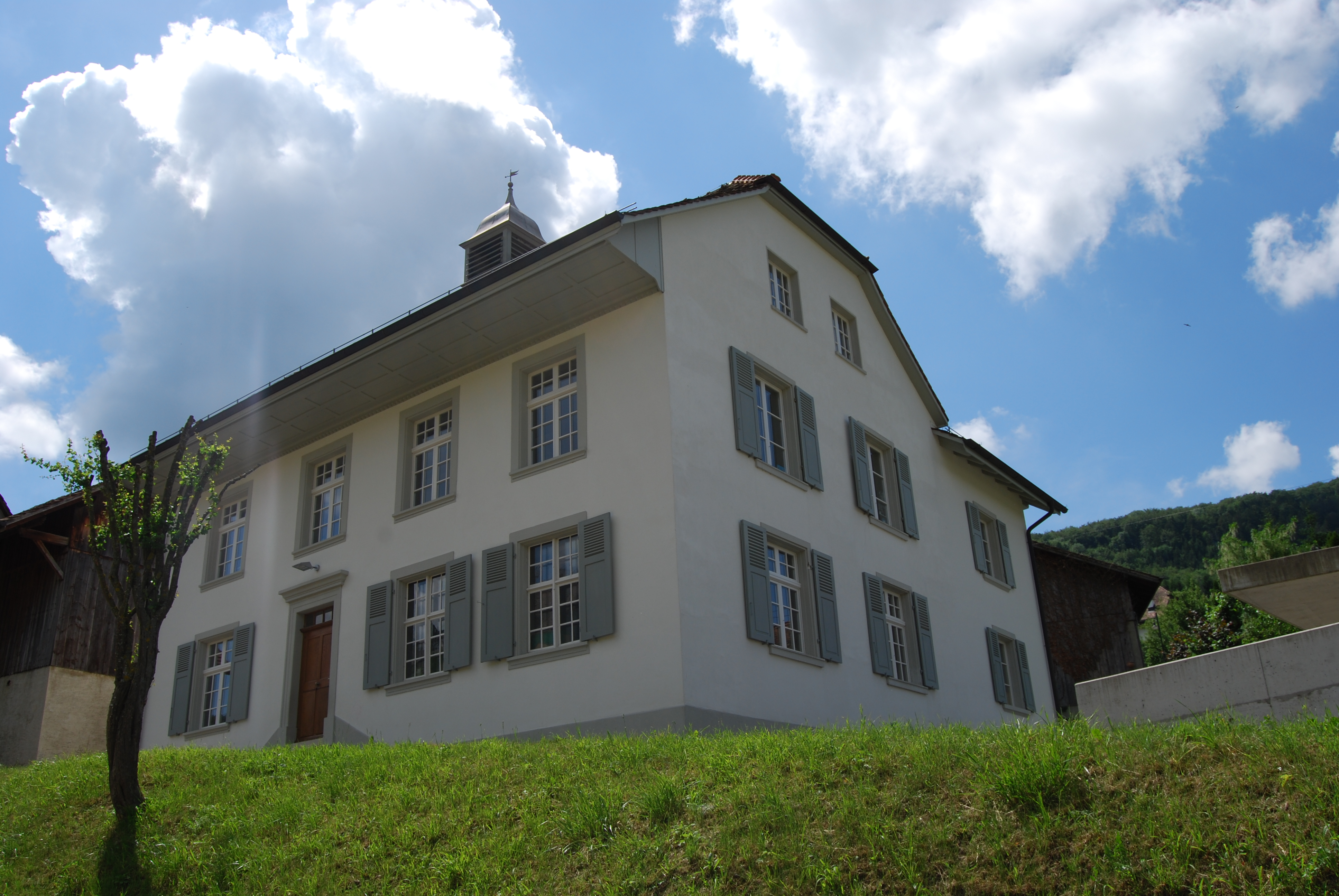
Schulhaus